# Ali Rabo
Ali Rabo (6 giugno 1986) è un ex calciatore burkinabé, di ruolo centrocampista.

## Palmarès

### Club

#### Competizioni nazionali
- Campionato del Burkina Faso: 3

ASFA-Yennenga: 2009, 2010, 2011
- Coppa del Burkina Faso: 1

ASFA-Yennenga: 2009